# Newcastle, Washington
Newcastle är en ort i King County i delstaten Washington, USA.